# Kolová (ort i Tjeckien)
Kolová är en ort i Tjeckien.   Den ligger i regionen Karlovy Vary, i den västra delen av landet, 110 km väster om huvudstaden Prag. Kolová ligger 573 meter över havet och antalet invånare är 622.
Terrängen runt Kolová är kuperad åt nordväst, men åt sydost är den platt.Runt Kolová är det glesbefolkat, med 20 invånare per kvadratkilometer. Närmaste större samhälle är Karlovy Vary, 5,5 km norr om Kolová. I omgivningarna runt Kolová växer i huvudsak blandskog.